# Estoher
Estoher (catalansk: Estoer) er en by og kommune i departementet Pyrénées-Orientales i Sydfrankrig.

## Geografi
Estoher ligger 42 km vest for Perpignan. Nærmeste by er mod nord Espira-de-Conflent (3 km).

## Demografi

### Udvikling i folketal
| 1962                                                              | 1968 | 1975 | 1982 | 1990 | 1999 | 2007 | 2012 | 2017 |
| ----------------------------------------------------------------- | ---- | ---- | ---- | ---- | ---- | ---- | ---- | ---- |
| 160                                                               | 165  | 127  | 115  | 124  | 134  | 154  | 153  | 145  |
| Tal fra og med 1962 er uden dobbelttælling (sans doubles comptes) |      |      |      |      |      |      |      |      |